# Иванов, Павел Андреевич
Павел Андреевич Иванов (1767—1839) — тайный советник (22 февраля 1831), член совета Министерства внутренних дел Российской империи, переводчик.

## Биография
Из дворян Петербургской губернии. Учился в Горном училище. В 1782 г. вступил сержантом в л.-гв. Измайловский полк. Получил чин прапорщика в 1784 г. Участвовал в войне шведами в 1788—1790 гг., в 1794 г. волонтером находился при взятии Вильно и Гродно. В 1797 г. из капитанов гвардии был переведен в провиантский штат с чином полковника. В студенческие годы им были осуществлены переводы комедии Флориана «Добрый сын» (СПб.: При Губ. правлении, 1800. — [4], 116 с.) и драмы Коцебу «Негры-невольники» (М.: В типографии С. Селивановскаго, 1803. — 132 с.; было ещё два издания).  В генерал-майоры был пожалован 6 июля 1813 г., состоя при Главной квартире действующей армии. В 1816 г. стал директором Провиантского департамента Военного министерства. В 1820-х годах в журнале «Отечественные записки» печатались его статьи по искусству и театру. Во время русско-турецкой войны 1828—1829 гг. находился в Дунайской армии. В 1832 г. назначен членом Военного совета Военного министерства. 
Похоронен на Волковом лютеранском кладбище в Петербурге.

## Награды
- Орден Святой Анны 2-й степени[3]
- Орден Святого Владимира 3-й степени[3]
- Орден Святой Анны 1-й степени (20 марта 1820); алмазные знаки к ордену (31 января 1826)[4]
- Орден Святого Владимира 2-й степени (25 апреля 1823)[5]
- Бронзовая медаль «В память Отечественной войны 1812 года»[6]
- Знак отличия за XLV лет беспорочной службы[6]
- Орден Красного орла 2-й степени[6] (Королевство Пруссия)